# HSBC
HSBC Holdings (en anglès: Hong Kong and Shanghai Banking Corporation, en xinès tradicional: 匯豐控股有限公司, xinès simplificat: 汇丰控股有限公司, pinyin: Huìfēng kònggǔ yǒuxiàn gōngsī: 匯豐控股有限公司, : 汇丰控股有限公司) més conegut com a HSBC, és una empresa multinacional britànica de banca i serveis financers amb seu a Londres, Regne Unit. És el tercer major banc del món per actius. Va ser fundada a Londres en 1991 com un holding, si bé els seus orígens poden remuntar-se al The Hongkong and Shanghai Banking Corporation, fundat en 1865 a Hong Kong, llavors colònia britànica per administrar els guanys generats pel tràfic d'opi. El seu nom, HSBC, revela els seus orígens a Hong Kong. D'aquesta forma, l'empresa considera com els seus "mercats domèstics" tant el Regne Unit com la ciutat de Hong Kong.
HSBC compta amb al voltant de 6600 oficines en uns 80 països repartits per Àfrica, Àsia, Europa i Amèrica; té, segons el propi banc, més de 60 milions de clients i en 2015 era, segons la revista Forbes, la catorzena major empresa privada cotitzada en borsa del món. S'organitza en quatre segments de negoci: banca comercial, banca global (equivalent a banca d'inversió), gestió de patrimonis i banca d'inversió privada global.
L'HSBC cotitza simultàniament en el principal indicador de la Borsa d'Hong Kong i en la Borsa de Londres, concretament en els índexs Hang Seng i FTSE 100, respectivament. La companyia es troba entre les empreses amb una major capitalització de mercat de les quals componen els índexs borsaris, amb una valoració de centenars de milers de milions de dòlars (uns 170.000 milions a l'abril de 2015).
Al llarg de la seva història, la justícia de nombrosos països ha trobat culpable a HSBC de blanqueig de diners, violació de les lleis de regulació dels sistemes financers i haver donat protecció a grups del crim organitzat, evasores fiscals, i càrtels dedicats al narcotràfic, la qual cosa li ha suposat al banc el pagament de multes multimilionàries. Per exemple el Consorci Internacional de Periodistes de Recerca va treure a la llum en 2015 un gegantesc esquema d'evasió fiscal —sobrenomenat com Swiss Leaks— presumptament operat per la filial suïssa de banca privada d'HSBC que hauria evadit entre novembre de 2006 i març de 2007 (amb prou feines 5 mesos) 180.600 milions d'euros de 100.000 clients i 20.000 empreses pantalla; la recerca es va recolzar en les dades proporcionades per la Llista Lagarde. D'altra banda, en 2012, Estats Units va condemnar al banc pel blanqueig de 881 milions de dòlars procedents del narcotràfic i en 2014 la fiscalia de Brussel·les va acusar la filial suïssa d'HSBC de frau fiscal, blanqueig i de constituir una organització criminal.

## Àrees de negoci
HSBC divideix els seus negocis en quatre grups diferents:
- Finances personals: HSBC subministra serveis financers a més de 125 milions de clients al voltant de tothom. Aquests serveis inclouen expliques corrents, comptes d'estalvi, hipoteques, assegurances, targetes de crèdit, préstecs, pensions i inversions.
- Banca comercial: El banc té com a clients gairebé 2.5 milions de petites i mitges empreses.
- Corporatiu, banca d'inversió i mercats: En aquesta àrea de negocis el banc dona serveis financers a clients corporatius i institucionals referits a mercats globals, banca corporativa i institucional, transaccions bancàries globals i banca d'inversió global.
- Banca privada.

## Fórmula 1
HSBC va patrocinar a Stewart Grand Prix de la Fórmula 1 des de 1997 fins a 1999, i des del 2000 fins a 2004, va patrocinar a Jaguar Racing a causa que Jaguar Racing va comprar a Stewart Grand Prix.

## Filials

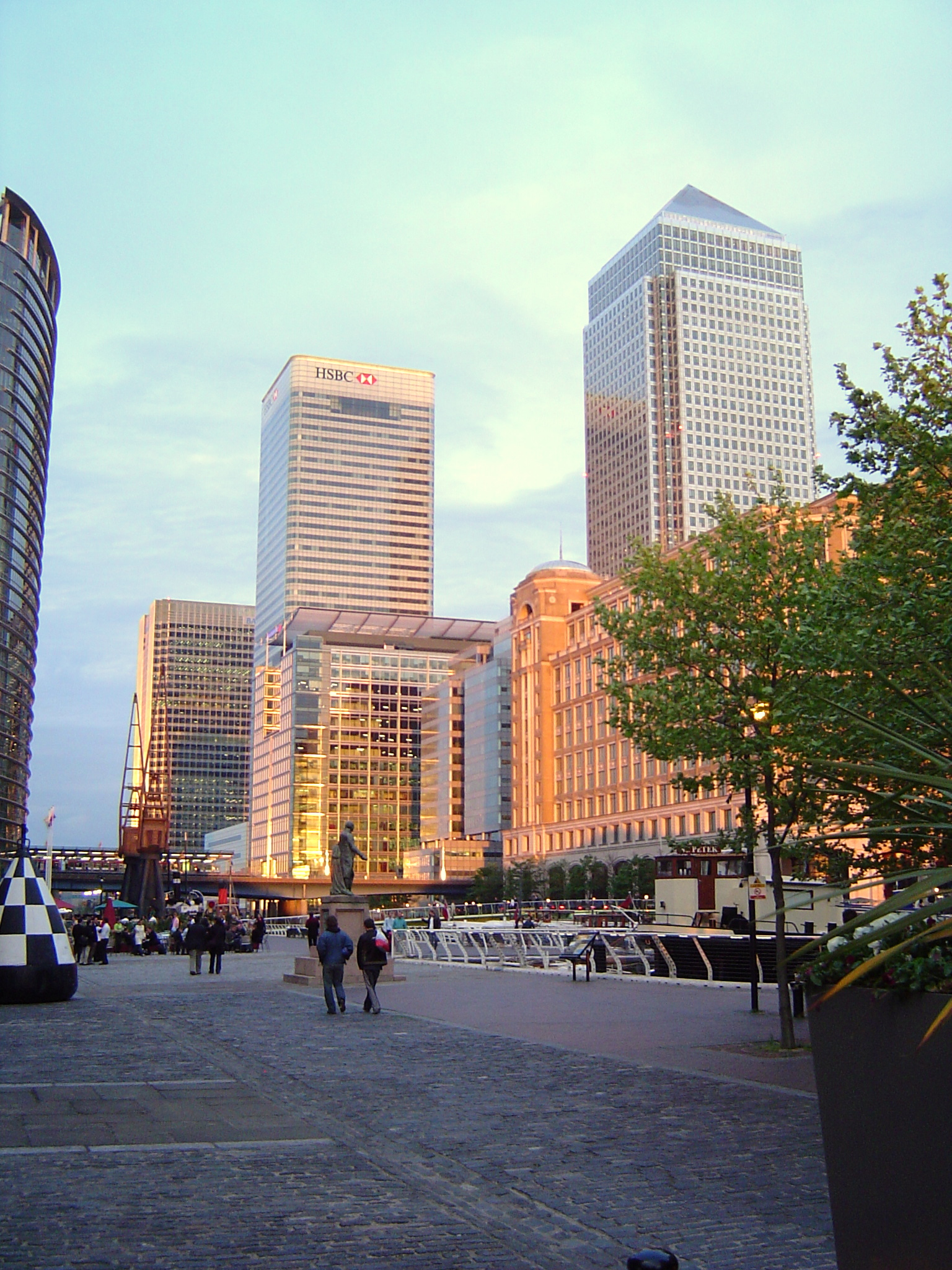
Torre HSBC a Canary Wharf, Londres, seu del banc.

- HSBC Bank Argentina SA
- HSBC France
- HSBC Mèxic SA
- HSBC Bank USA Inc
- HSBC Finance Corporation
- HSBC Bank Brasil SA-Banc Múltiple
- HSBC Bank Bolívia
- HSBC Bank Canada
- HSBC Bank Xile[11]

## Filials venudes a altres bancs
Banc Davivienda de Colòmbia
- HSBC Bank El Salvador
- HSBC Bank Hondures
- HSBC Bank Costa Rica SA

Banc GNB Sudameris de Colòmbia
- HSBC Bank Colòmbia SA
- HSBC Bank Perú SA
- HSBC Bank Paraguai SA
- HSBC Bank Uruguai SA

Banc Bancolombia de Colòmbia
- HSBC Bank Panamà SA

## Controvèrsia
Al 2012, un informe de 340 pàgines del Subcomité Permanent de Recerques del Senat dels Estats Units va revelar que, durant anys, l'HSBC havia rentat diners dels càrtels mexicans i d'altres organitzacions criminals de Rússia, Iran, Aràbia Saudita i Bangladesh. També esquivava les sancions comercials dels Estats Units contra Cuba, Sudan, Miammar, Iran i Corea del Nord. Fins i tot, existeixen diverses demandes civils al·legant que l'entitat financera, per mitjà del banc Al Rajhi, va canalitzar efectiu a dos dels terroristes que van segrestar els avions dels atemptats de l'11-S. El banc britànic va reconèixer els errors, acceptant pagar una multa de 1920 milions de dòlars per evitar càrrecs en la recerca criminal.
En 2014 la fiscalia de Brussel·les va acusar la filial suïssa d'HSBC de frau fiscal, blanqueig de diners, organització criminal, i exercici il·legal d'intermediació financera.